# Paromoeocerus notabilis
Paromoeocerus notabilis är en skalbaggsart som beskrevs av Julius Melzer 1918. Paromoeocerus notabilis ingår i släktet Paromoeocerus och familjen långhorningar. Inga underarter finns listade i Catalogue of Life.